# Cesta
Cesta (in italiano tra le due guerre Strada) è un paese della Slovenia, insediamento (naselje) del comune di Aidussina.
La località, che si trova a 120.4 metri s.l.m. ed a 20 kilometri dal confine italiano, è situata al centro della Valle del Vipacco, sulla strada Aidussina – Nova Gorica. È capoluogo di una delle 28 comunità locali in cui si suddivide il comune.

## Geografia fisica

### Corsi d'acqua
torrente Vernivez (Vrnivec)

## Storia
In epoca asburgica la località fece parte del comune di Santa Croce (Heiligenkreuz, Sveta Križ), a sua volta inquadrato nella Contea di Gorizia e Gradisca (che a sua volta faceva parte dapprima del Regno d'Illiria e dal 1849 del Litorale austriaco).

Nel 1920, in seguito alla prima guerra mondiale e al Trattato di Rapallo, la località venne annessa come tutta la Venezia Giulia al Regno d'Italia. Nel 1923 venne inquadrata assieme al resto del comune di Santa Croce (divenuta ora Santa Croce di Aidussina) nella Provincia del Friuli. In questo periodo il suo nome venne italianizzato in Strada. Nel 1927 il comune di Santa Croce di Aidussina passò alla ricostituita provincia di Gorizia.

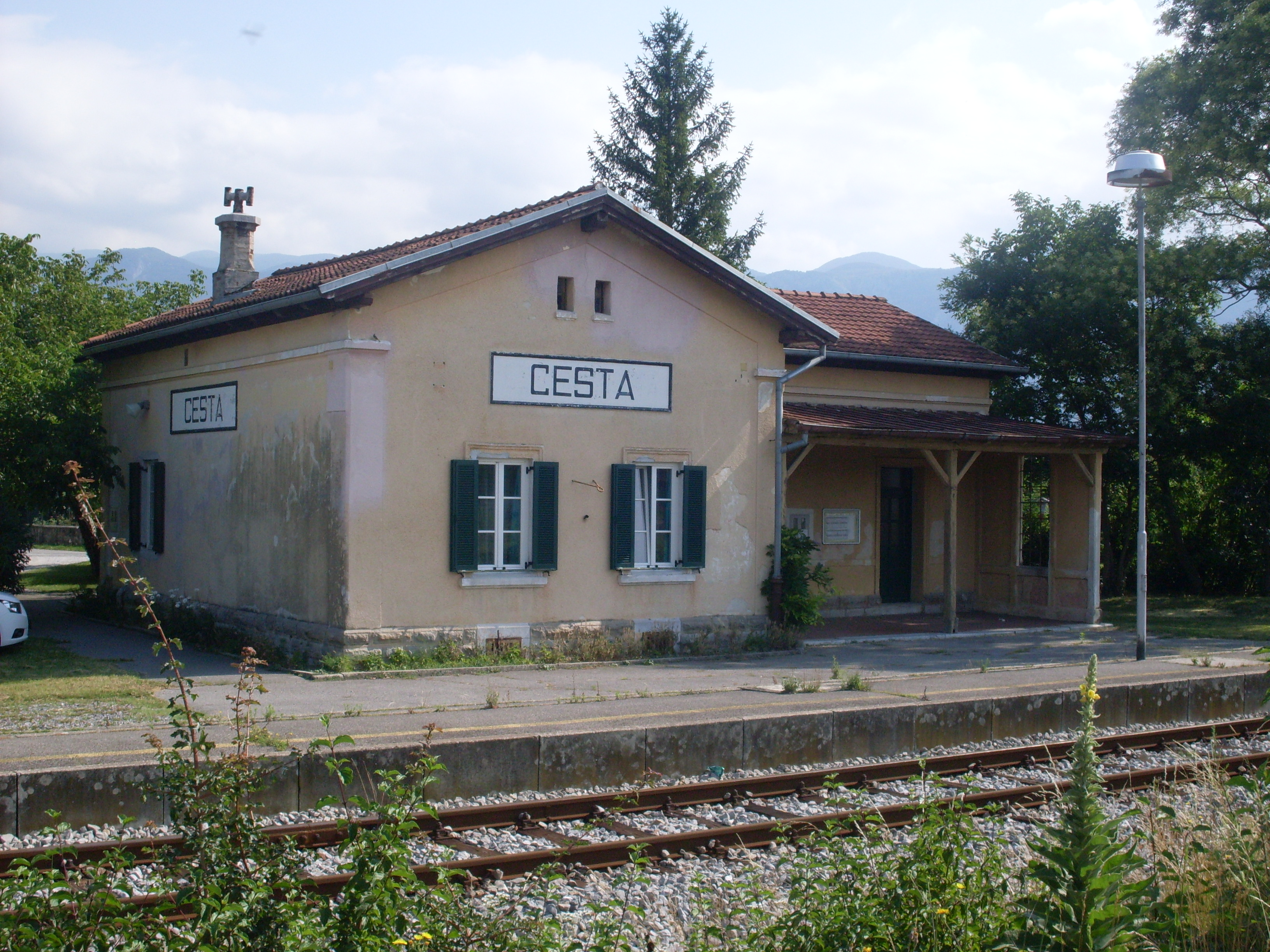
Stazione ferroviaria di Cesta

Nel 1947, in seguito alla seconda guerra mondiale e ai Trattati di Parigi, la località passò alla Jugoslavia. Dal 1991 fa parte della Slovenia.

## Infrastrutture e trasporti
La località è servita dalla stazione di Cesta, posta sulla linea Prevacina-Aidussina.